# Вонсошкі
Вонсошкі (пол. Wąsoszki, нім. Wonzower Weg) — село в Польщі, у гміні Краєнка Злотовського повіту Великопольського воєводства.
Населення — 83 особи (2011).
У 1975-1998 роках село належало до Пільського воєводства.

## Демографія
Демографічна структура станом на 31 березня 2011 року:
|          | Загалом | Допрацездатний вік | Працездатний вік | Постпрацездатний вік |
| -------- | ------- | ------------------ | ---------------- | -------------------- |
| Чоловіки | 48      | 13                 | 30               | 5                    |
| Жінки    | 35      | 4                  | 26               | 5                    |
| Разом    | 83      | 17                 | 56               | 10                   |